# Хабаровский протокол
Хабаровский протокол 1929 года — соглашение между СССР и Китаем о ликвидации конфликта на КВЖД, подписанное 22 декабря 1929 года.
10 июля 1929 года китайские войска захватили КВЖД, арестовав свыше 200 советских служащих дороги, 35 из которых депортировали в СССР, что привело к резкому ухудшению отношений между двумя странами. 17 июля 1929 года правительство СССР объявило о разрыве дипломатических отношений с Китаем, в ноябре 1929 года Особая Краснознамённая Дальневосточная армия провела стремительную операцию по освобождению КВЖД. 22 декабря 1929 года в Хабаровске уполномоченный Китайской республики Цай Юаньшэнь и уполномоченный СССР, агент НКИД Симановский поставили подписи под Хабаровским протоколом, согласно которому на КВЖД было восстановлено статус-кво в соответствии с Пекинским и Мукденским договорами. Это событие завершило конфликт на КВЖД.
Данный документ восстановил на КВЖД существовавшее до конфликта положение, сохранив совместное управление железной дорогой. Китайские власти обязались разоружить белогвардейские отряды в Маньчжурии и освободить арестованных советских граждан. Соглашение предусматривало незамедлительное восстановление консульств СССР в Маньчжурии и консульств Китая на советском Дальнем Востоке, а также возобновление деятельности советских хозяйственных организаций, существовавших в Маньчжурии до конфликта, и китайских коммерческих организаций в СССР.
Согласно Хабаровскому протоколу, урегулирование всех спорных вопросов и восстановление дипломатических отношений между двумя странами в полном объёме было намечено разрешить на советско-китайской конференции, которая должна была состояться в Москве в январе 1930 года.

## Вывод советских войск
В соответствии с протоколом, вывод советских войск с занятых ими территорий был окончен 25 декабря.